# Ngawang Jamphel
Ngawang Jamphel, né le 27 septembre 1992, est un footballeur international bhoutanais qui évolue au Thimphu City FC et avec l'équipe nationale du Bhoutan.

## Biographie
Il reçoit sa première sélection en équipe du Bhoutan le 1er avril 2018, en amical contre la Malaisie (défaite 7-0).